# Il tempio
Il tempio (The Temple) è un racconto breve di H. P. Lovecraft scritto nel 1920; la rivista Weird Tales lo pubblicò nel settembre del 1925. È una delle opere in cui affiora la vena ironica dell'autore.

## Trama
Il racconto è scritto in forma di ultimo resoconto lasciato il 20 agosto 1917, dal conte Karl Heinrich Von Altberg-Ehrenstein, ufficiale comandante del sottomarino tedesco U-29. Nella relazione vengono raccontati i fatti misteriosi seguiti al ritrovamento sul corpo d'un marinaio, proveniente da una nave inglese silurata dall'U-29, di una piccola scultura d'avorio raffigurante la testa di una divinità. Dopo questo episodio, la follia si impadronì dei membri dell'equipaggio (meno il comandante e il suo diretto inferiore Klenze), torme di delfini accompagnarono il sottomarino nella sua deriva verso Sud e, in ultimo, anche Klenze impazzì, iniziando a farneticare intorno al presunto richiamo di una forza terribile e inesorabile.
Rimasto solo nel sottomarino (tutti gli altri si erano suicidati o li si era dovuti sopprimere), il conte Von Altberg-Ehrenstein venne trascinato sul fondo dell'oceano, dove l'U-29 si depositò al centro di una grande e antica città sommersa. Ormai certo dell'impossibilità di ricevere aiuto, ed esaurite le ultime provviste e riserve d'energia a bordo dell'U-29, il comandante scrisse il suo rapporto e infine, protetto da uno scafandro da palombaro, si avviò all'enorme tempio, dal quale proveniva la luce di "una grande fiamma accesa su un altare, nei recessi profondi della costruzione".